# Tudeils
 Tudeils  (en occitano Tudel) es una comuna y población de Francia, en la región de Lemosín, departamento de Corrèze, en el distrito de Brive-la-Gaillarde y cantón de Beaulieu-sur-Dordogne.
Su población municipal en 2008 era de 249 habitantes.
Está integrada en la Communauté de communes du Sud Corrézien.

## Demografía
| 574 | 471 | 623 | 650 | 808 | 783 | 838 | 863 | 772 | 760 | 750 | 754 | 772 | 761 | 701 | 654 | 621 | 591 | 588 | 582 | 513 | 482 | 429 | 420 | 402 | 387 | 372 | 347 | 317 | 277 | 263 | 225 | 249 |
| Para los censos de 1962 a 1999 la población legal corresponde a la población sin duplicidades (Fuente: INSEE [Consultar]) |     |     |     |     |     |     |     |     |     |     |     |     |     |     |     |     |     |     |     |     |     |     |     |     |     |     |     |     |     |     |     |     |